# Villa Paternò

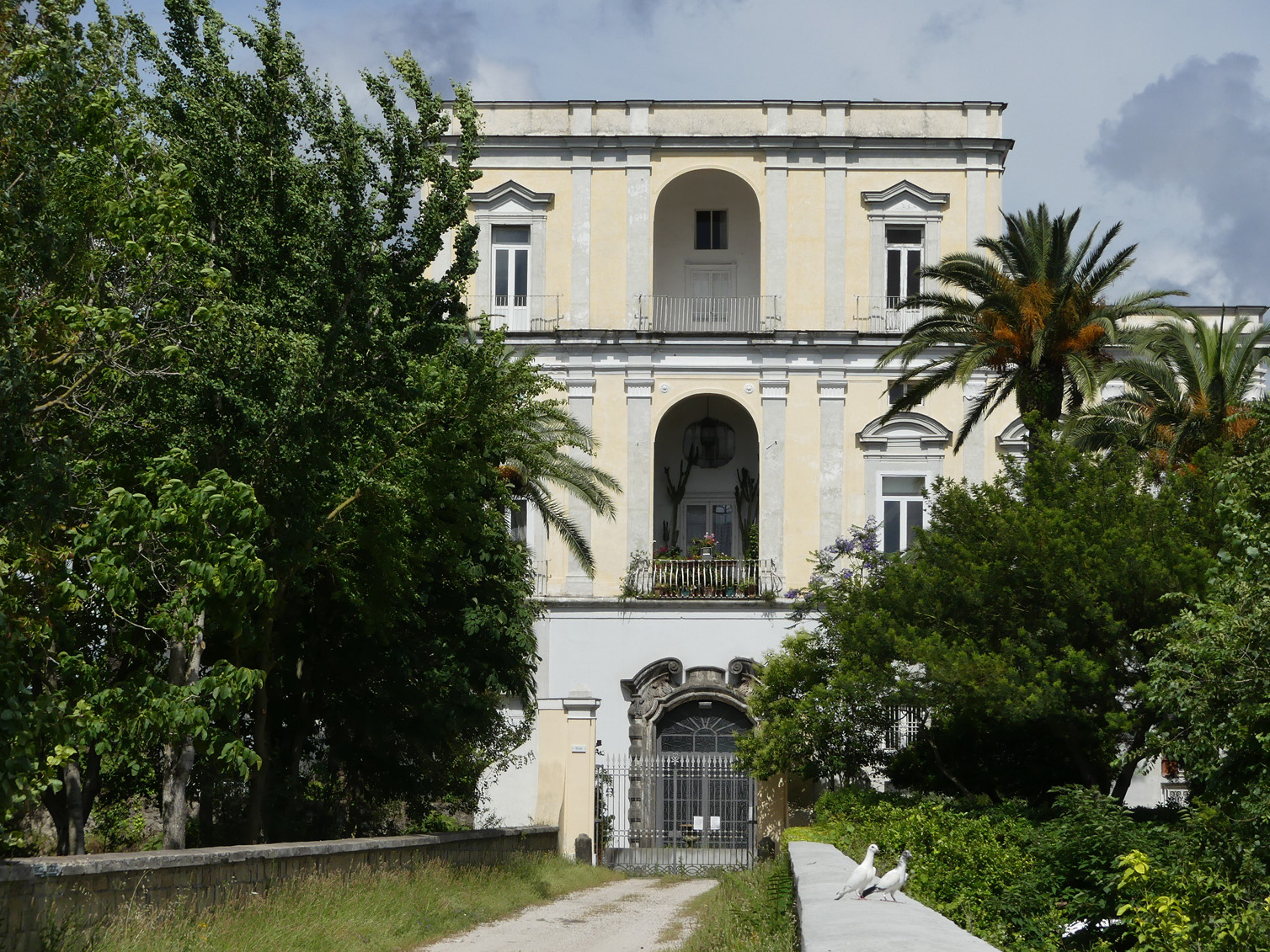
Villa Paternò in Neapel

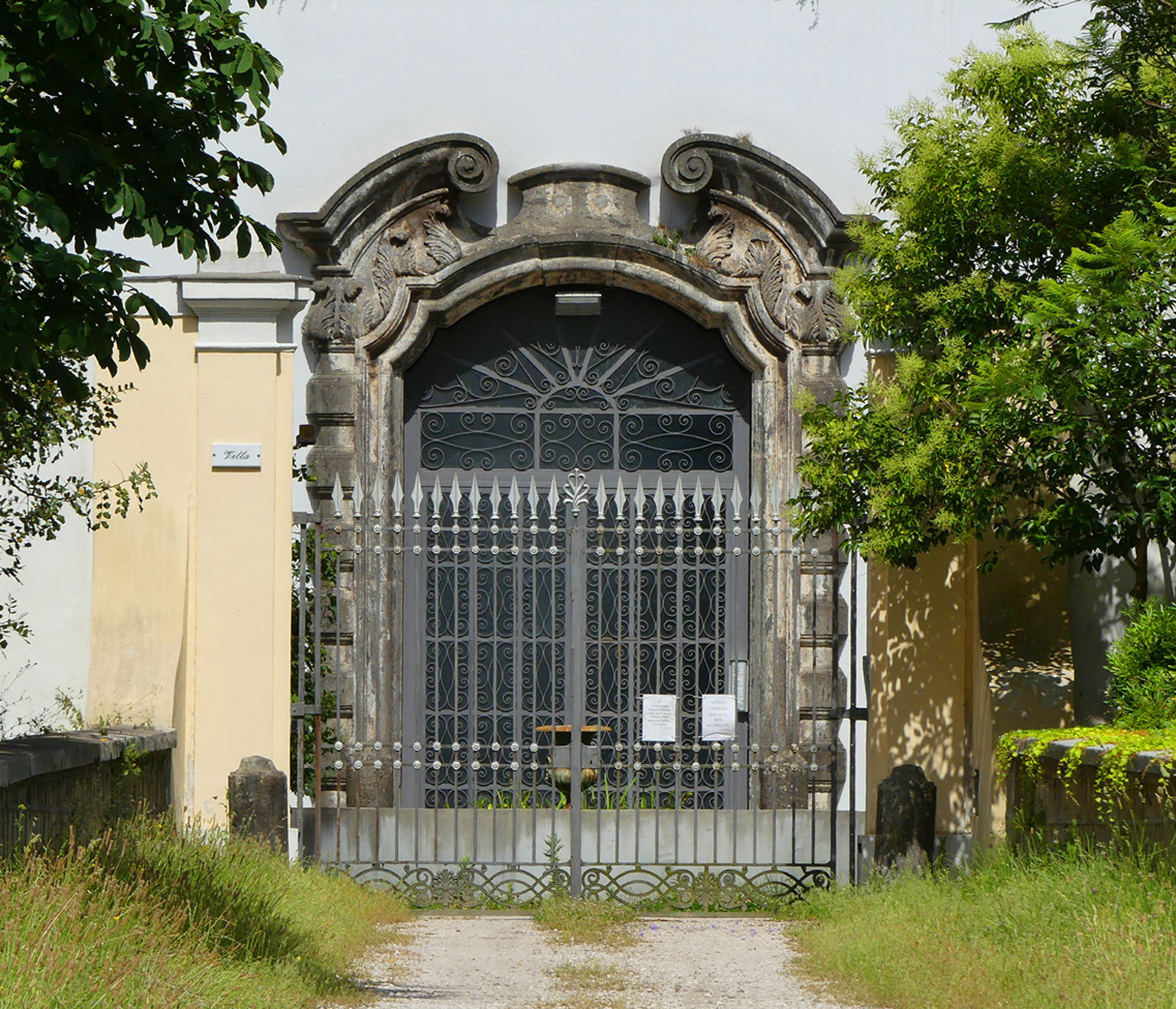
Eingangsportal der Villa

Die Villa Paternò (früher Villa Faggella) ist ein Landhaus aus dem 18. Jahrhundert im Viertel Piscinola von Neapel in der italienischen Region Kampanien. Sie liegt in der Cupa delle Tozzole, einer Seitenstraße der Via Nuova San Rocco.

## Geschichte
Das Haus gehörte einem Mitglied der sizilianischen Familie Paternò, der nach Neapel umzog. Es ist eine der Villen, die wegen ihrer rationalen Eigenschaften palladianischer Ausrichtung am besten die neapolitanische Architektur des 18. Jahrhunderts zeigen.
In der Villa waren viele bekannte Männer zu Gast, die sie inspirierte. An diesem Ort fanden Künstler Trost und Ideen für ihre Kreationen, wie Edgar Degas, der in Neapel eine wunderschöne Ansicht von Castel Sant’Elmo malte, aber auch Marschall Lanusse, der bei den schwierigen Schlachten von Auerstedt und Abukir an der Seite Napoleons war. Das Gebäude ist auch in literarischen Werken erwähnt, die sich mit der Geschichte Napoleons und der europäischen Geschichte befassen.
In dieser Villa gelang es, strukturelle und umweltbedingte Faktoren zu kombinieren. An dem Gebäude arbeiteten talentierte Architekten, die in Neapel Protagonisten des Übergangs vom Rokoko zum Klassizismus warnen, wie z. B. Ignazio Como, Gaetano Barba und Giovan Battista Nauclerio.